# Radiostacja UPA „Samostijna Ukrajina”
Radiostacja UPA „Samostijna Ukrajina” („Wilna Ukrajina”, „Afrodyta”) – propagandowa radiostacja UPA, nadająca na falach krótkich, w paśmie 43 m, w języku ukraińskim, rosyjskim, francuskim i angielskim. Jej celem było informowanie społeczeństwa ukraińskiego i zagranicy o prowadzonej przez OUN i UPA walce.
Została zorganizowana przez Myrosława Prokopa w Karpatach latem 1943 na rozkaz Zarządu Głównego UPA.  Ukraińscy policjanci – współpracownicy OUN przewieźli ją na ulicę Blacharską we Lwowie. Stamtąd została wywieziona w okolice Stryja. Tam w szałasie, w okolicy wsi Jamielnica, złożył ją i uruchomił inżynier Julian Hoszowski, pracujący w oddziale firmy „Telefunken” w Krakowie (jednocześnie został kierownikiem technicznym radiostacji). Rozpoczęła nadawanie jesienią 1943.
Szefem rozgłośni był Jarosław Staruch, a pracownikami: B. Hałajczuk, Ł. Łemyk, K. Jaworiwski, W. Makar, D. Łuszpak. Programy w języku francuskim i angielskim prowadził Belg – Albert Hasenbroekx.
Radiostacja była ochraniana przez specjalną grupę Służby Bezpeky pod dowództwem Kostia Cmocia Hrad, Modest.
Została zniszczona przez NKWD 7 kwietnia 1945.